# Iveta Benešová
Iveta Benešová (Most, 1983. február 1. –), más néven Iveta Melzer, cseh teniszezőnő. 1998-ban kezdte profi pályafutását, két egyéni és négy páros WTA-tornát nyert meg. Első egyéni tornagyőzelmét 2004-ben aratta Acapulcóban. 2011-ben Jürgen Melzerrel megnyerte a wimbledoni tornát vegyes párosban. Legjobb egyéni világranglista-helyezése a huszonötödik volt, ezt 2009 áprilisában érte el.

## Eredményei Grand Slam-tornákon

### Egyéniben
| Torna           | 2009   | 2008   | 2007   | 2006   | 2005   | 2004   | 2003   | 2002   |
| --------------- | ------ | ------ | ------ | ------ | ------ | ------ | ------ | ------ |
| Australian Open | 2. kör | -      | 2. kör | 3. kör | 1. kör | -      | 1. kör | -      |
| Roland Garros   |        | 3. kör | 1. kör | 2. kör | 2. kör | 1. kör | 1. kör | 2. kör |
| Wimbledon       |        | 1. kör | 2. kör | 1. kör | 1. kör | 1. kör | 1. kör | 1. kör |
| US Open         |        | 2. kör | 1. kör | 1. kör | 1. kör | 2. kör | 1. kör | 1. kör |

## Év végi világranglista-helyezései
| Év       | 2000 | 2001 | 2002 | 2003 | 2004 | 2005 | 2006 | 2007 | 2008 |
| Helyezés | 641. | 192. | 81.  | 140. | 36.  | 54.  | 60.  | 119. | 43.  |